# Olivia Smoliga
Olivia Smoliga (ur. 12 października 1994 r. w Glenview) – amerykańska pływaczka polskiego pochodzenia, specjalizująca się w stylu grzbietowym i dowolnym, mistrzyni olimpijska i wielokrotna medalistka mistrzostw świata.

## Kariera pływacka
Posiadaczka rekordu USA na 50 m stylem grzbietowym na krótkim basenie (26,13). W 2012 roku na mistrzostwach świata na krótkim basenie w Stambule została mistrzynią świata na 100 m stylem grzbietowym oraz w sztafecie 4 × 100 m stylem dowolnym (płynęła w eliminacjach).
Podczas igrzysk olimpijskich w Rio de Janeiro płynęła w wyścigu eliminacyjnym sztafet 4 × 100 m stylem zmiennym. Otrzymała złoty medal, kiedy reprezentantki Stanów Zjednoczonych zwyciężyły w finale tej konkurencji. Na dystansie 100 m stylem grzbietowym z czasem 58,95 zajęła szóste miejsce.

## Życie prywatne
Jej rodzice, Tomasz i Elżbieta, wyemigrowali z Polski w 1991 r., uzyskali obywatelstwo amerykańskie w 2007 r.